# Nierlet-les-Bois
Nierlet-les-Bois (toponimo francese) è una frazione del comune svizzero di Ponthaux, nel Canton Friburgo (distretto della Sarine).

## Storia

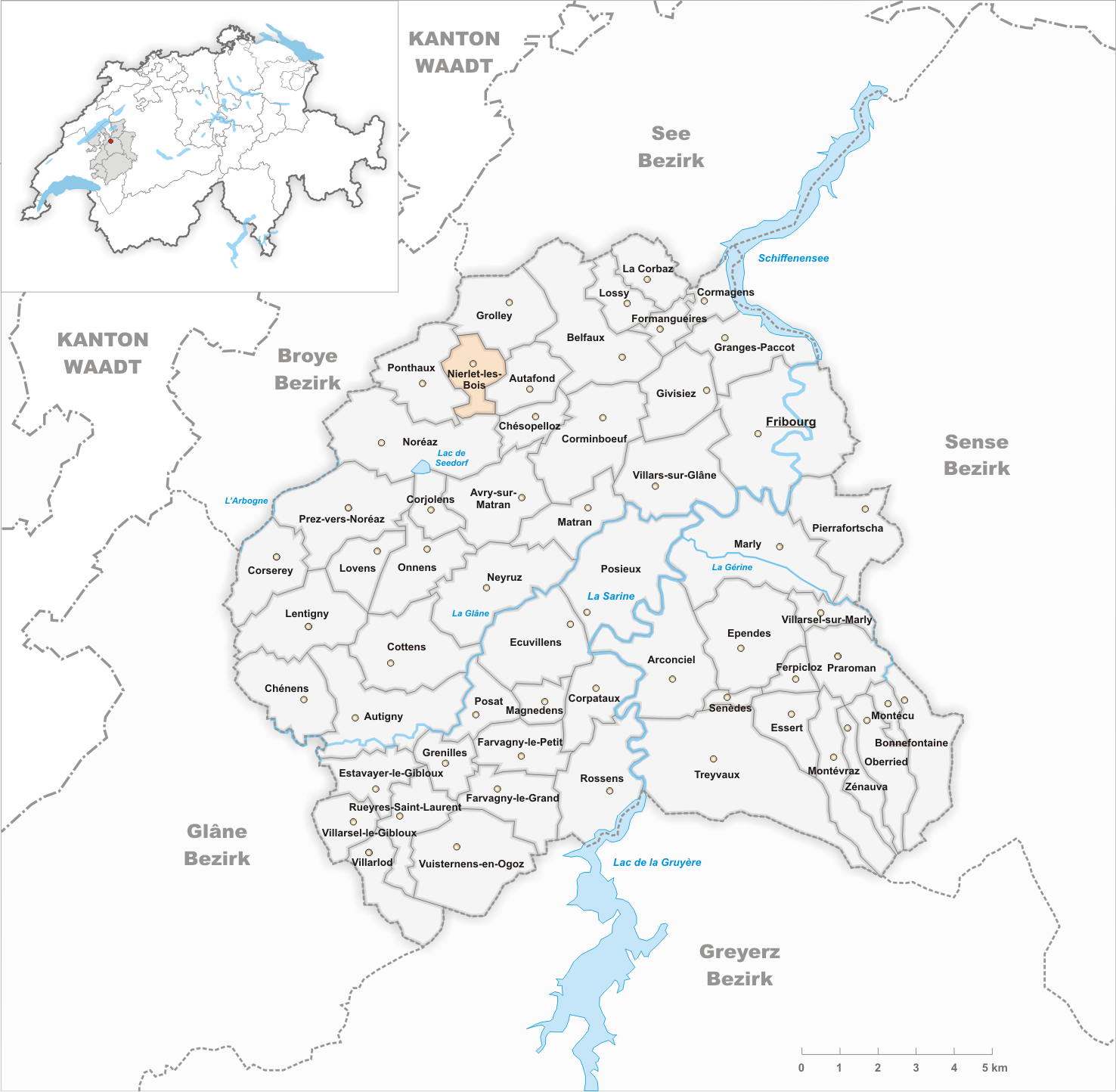
Il territorio del comune di Nierlet-les-Bois prima degli accorpamenti comunali del 1981

Già comune autonomo, il 1º gennaio 1981 è stato accorpato al comune di Ponthaux.

## Monumenti e luoghi d'interesse

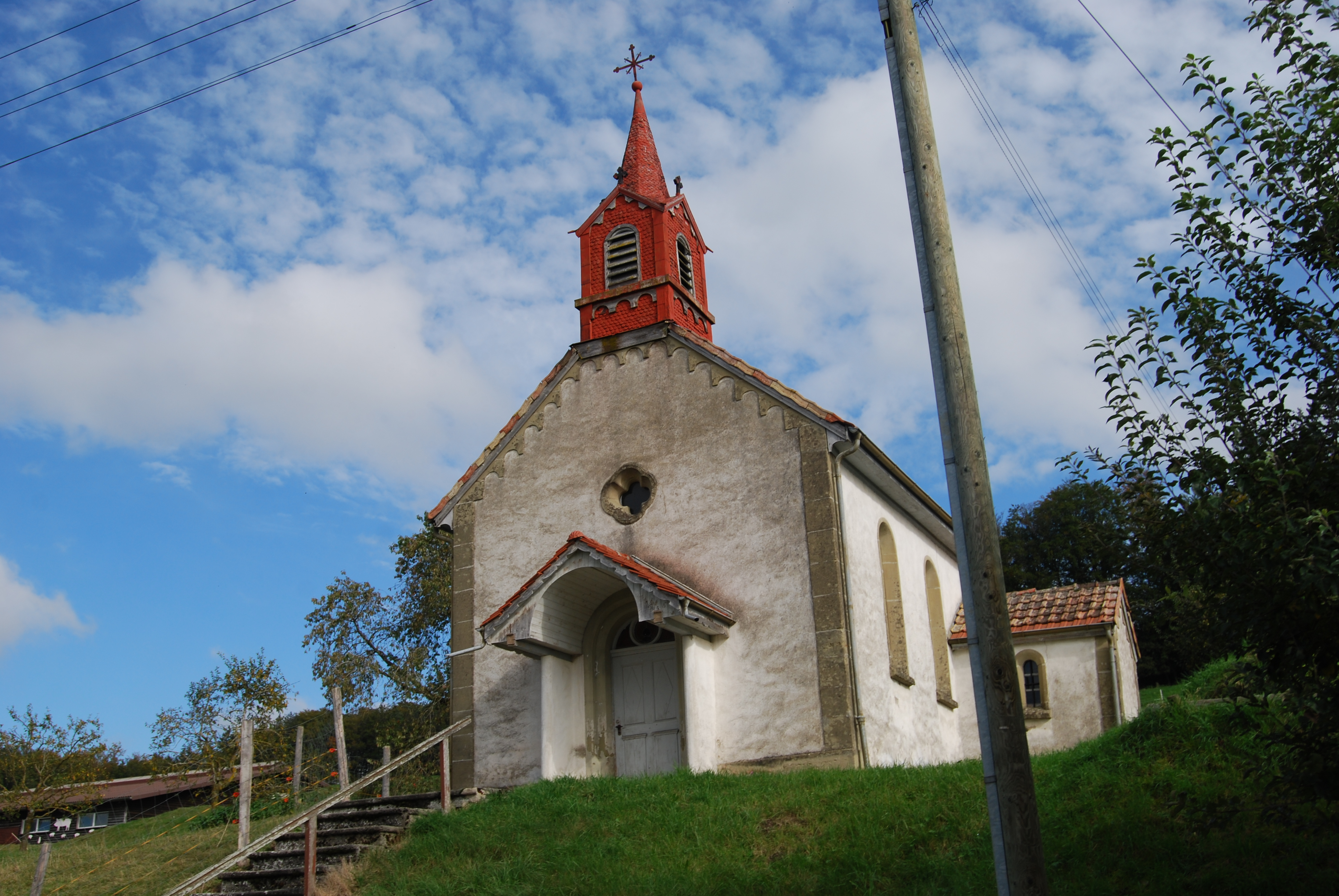
La chiesa cattolica di San Gorgonio

- Cappella cattolica di San Gorgonio, eretta nel 1599 e ricostruita nel 1877[1].

## Società

### Evoluzione demografica
L'evoluzione demografica è riportata nella seguente tabella:
Abitanti censiti

## Amministrazione
Ogni famiglia originaria del luogo fa parte del comune patriziale che ha la responsabilità della manutenzione di ogni bene comune.